# みちのくアニソンフェス 〜Eastern Gale
みちのくアニソンフェス 〜Eastern Gale（みちのくあにそんふぇす イースタンゲール）は、宮城県にて2012年より開催されているアニメソングのコンサート。正式名称は西暦年号が入り「みちのくアニソンフェス20XX 〜Eastern Gale」となる。

## 概要
2011年4月23日に遠藤正明・影山ヒロノブ・きただにひろし出演でイオン石巻店駐車場にて行われた『東日本大震災復興応援ライブ「がんばろう宮城！応援アニソンライブ」』を見た仙台放送がアニメソングへの大きな力を感じ、東北でのアニメソングライブを行いたいという思いとJAM Projectの東北復興への意思が合致し、2012年に仙台放送開局50年記念と東日本大震災復興支援のため、東北初の合同応援アニメソングフェス公演として開催された。
その後2013年以降も行われ、2014年にはランティス創立15周年記念ライブ「15th Anniversary Live ランティス祭り 2014」の一環として「15th Anniversary Live ランティス祭り 2014 with みちのくアニソンフェス」として開催。
2019年以降は震災被災地の活性化への貢献を目的に地元発信のイベントとすべくランティスは関わらず石巻市の街づくりまんぼうが運営を担っている。

## 2012年
- タイトル：みちのくアニソンフェス2012 〜Eastern Gale
- 開催日：2012年10月7日
- 会場：仙台サンプラザ
- 主催：仙台放送
- 制作：ランティス

## 2013年
- タイトル：みちのくアニソンフェス2013 〜Eastern Gale
- 開催日：2013年10月13日
- 会場：仙台サンプラザ
- 主催：仙台放送
- 制作：ランティス

## 2014年
- タイトル：15th Anniversary Live ランティス祭り 2014 with みちのくアニソンフェス
- 開催日：11月15日・16日
- 会場：ゼビオアリーナ仙台
- 主催：ランティス祭り2014実行委員会/仙台放送/GIP
- 企画：ランティス
- 制作：ランティス/バンダイナムコ ライブクリエイティブ/グランドスラム
- 後援：福島テレビ/岩手めんこいテレビ/さくらんぼテレビジョン/Date fm/FM山形/FM福島
- 協賛：uP!!!/JOYSOUND/バンプレスト/e+/ファミマ・ドット・コム
- 協力：アニメイト/近畿日本ツーリスト

## 2016年
- タイトル：みちのくアニソンフェス2016 〜Eastern Gale
- 開催日：2016年3月19日
- 会場：仙台Rensa
- 主催：ランティス/仙台放送
- 企画：ランティス
- 制作：バンダイナムコライブクリエイティブ/ハイウェイスター

## 2017年
- タイトル：みちのくアニソンフェス2017 〜Eastern Gale
- 開催日：2017年3月5日
- 会場：イズミティ21大ホール
- 主催：ランティス/仙台放送
- 企画：ランティス
- 制作：グランドスラム/ハイウェイスター

## 2018年
- タイトル：みちのくアニソンフェス2018 〜Eastern Gale
- 開催日：2018年3月4日
- 会場：仙台GIGS
- 主催：ランティス/Date fm
- 企画：ランティス
- 企画制作：グランドスラム/ハイウェイスター

## 2019年
- タイトル：みちのくアニソンフェス2019 〜Eastern Gale
- 開催日：2019年3月2日
- 会場：石巻BLUE RESISTANCE
- 主催：街づくりまんぼう

出演者
- 影山ヒロノブ
- 遠藤正明
- きただにひろし
- 萌江

セットリスト
1. Revolution / きただにひろし
2. 爆竜戦隊アバレンジャー / 遠藤正明
3. CHA-LA HEAD-CHA-LA / 影山ヒロノブ
4. レスキューファイアー / 影山ヒロノブ×遠藤正明×きただにひろし
5. SOULTAKER / 出演者全員
6. ホヤのマーチ / 萌江
7. 嘘つき～のろってもいいよね？♡～ / 萌江

  - アコースティックコーナー
8. 紅蓮ノ月 / 影山ヒロノブ×遠藤正明×きただにひろし
9. 牙狼 ～SAVIOR IN THE DARK～RED REQUIEM ver. / 影山ヒロノブ×遠藤正明×きただにひろし
10. Growing up! / 影山ヒロノブ×遠藤正明×きただにひろし
11. シージェッター海斗 / 遠藤正明
12. Vital / 遠藤正明
13. ウィーゴー! / きただにひろし
14. ウィーアー! / きただにひろし
15. HEART / 影山ヒロノブ
16. 聖闘士神話～ソルジャー・ドリーム～ / 影山ヒロノブ
17. KI・ZU・NA / 影山ヒロノブ・遠藤正明・きただにひろし
18. 不滅のヒーローSEAJETTER KAITO / 影山ヒロノブ×遠藤正明×きただにひろし
  - -アンコール-
19. EASTERN GALE -The Song of MAF- / 出演者全員

## 2020年（中止）
- タイトル：みちのくアニソンフェス2020 〜Eastern Gale
- 開催日：2020年3月8日予定（2019新型コロナウイルスに伴い中止）
- 会場：女川町生涯学習センターホール
- 主催：街づくりまんぼう

出演者
- 影山ヒロノブ
- 遠藤正明
- きただにひろし
- 星乃めあ

## 2023年
- タイトル：みちのくアニソンフェス2023 〜Eastern Gale
- 開催日：2023年2月23日
- 会場：石巻市芸術文化センター マルホンまきあーとテラス小ホール
- 主催：街づくりまんぼう
- 企画制作：街づくりまんぼう、ハイウェイスター

出演者
- 影山ヒロノブ
- 遠藤正明
- きただにひろし

セットリスト
1. ウィーゴー! / きただにひろし
2. 爆竜戦隊アバレンジャー / 遠藤正明
3. HEATS / 影山ヒロノブ
4. MAX the Max / 出演者全員
5. レスキューファイアー / 出演者全員
6. Revolution / きただにひろし
7. OVER THE TOP / きただにひろし
8. 勇者王誕生! / 遠藤正明
9. ご唱和ください、我の名を! / 遠藤正明
10. ヒカリノカナタ / 影山ヒロノブ
11. ソラノカナタヘ / 影山ヒロノブ
12. HERO / 出演者全員
13. ルパン三世 愛のテーマ / 出演者全員
14. 牙狼～SAVIOR IN THE DARK～RED REQUIEM ver. / 出演者全員
15. シージェッター海斗 / 遠藤正明
16. ウィーアー! / きただにひろし
17. CHA-LA HEAD-CHA-LA / 影山ヒロノブ
18. 不滅のヒーローSEA JETTER KAITO / 出演者全員
  - -アンコール-
19. EASTERN GALE -Theme Song of MAF- / 出演者全員
20. THE HERO!!～怒れる拳に火をつけろ～ / 出演者全員

その他
- マルホンまきあーとテラス小ホールホワイエにて後半30分間のミニパブリックビューイングを実施、終了後には出演歌手による見送りも実施。
- 2月22日から24日に石ノ森萬画館で本公演のチケットまたはミニパブリックビューイングで配布のプレゼントチケットを提示した有料来館者・年間パスポート者に公演のロゴマークとシージェッター海斗をあしらったオリジナルキーホルダーがプレゼントされた。

## 2024年
- タイトル：みちのくアニソンフェス2024 〜Eastern Gale
- 開催日：2023年3月3日
- 会場：女川町生涯学習センターホール
- 主催：街づくりまんぼう
- 企画制作：街づくりまんぼう、ハイウェイスター

出演者
- 影山ヒロノブ
- 遠藤正明
- きただにひろし

セットリスト
1. シージェッター海斗 / 遠藤正明
2. ウィーゴー! / きただにひろし
3. HEATS / 影山ヒロノブ

  - JAM Projectコーナー
4. THE HERO!!～怒れる拳に火をつけろ～ / 出演者全員
5. 牙狼～SAVIOR IN THE DARK～ / 出演者全員
6. 爆竜戦隊アバレンジャー / 遠藤正明
7. 爆上戦隊ブンブンジャー / 遠藤正明
8. 星と獣 / きただにひろし
9. あーーっす! / きただにひろし
10. 僕達は天使だった（アコースティック） / 影山ヒロノブ
11. むちゃうマンのテーマ（アコースティック） / 影山ヒロノブ
12. カナタトオク（アコースティック） / 影山ヒロノブ

  - アコースティックコーナー
13. GOING / 遠藤正明
14. アコースティックメドレー
  - 誰がために  / 影山ヒロノブ
  - 真赤なスカーフ / 遠藤正明
  - キャプテンハーロック / きただにひろし
15. 夢スケッチ / 出演者全員
16. ご唱和ください、我の名を! / 遠藤正明
17. ウィーアー! / きただにひろし
18. CHA-LA HEAD-CHA-LA / 影山ヒロノブ
19. 不滅のヒーロー SEA JETTER KAITO / 出演者全員

  - アンコール
20. EASTERN GALE -The Song of MAF- / 出演者全員
21. SKILL / 出演者全員

## 2025年
- タイトル：みちのくアニソンフェス2025 〜Eastern Gale
- 開催日：2025年3月2日
- 会場：東松島市コミュニティセンター
- 主催：街づくりまんぼう
- 企画制作：街づくりまんぼう、ハイウェイスター

出演者
- 影山ヒロノブ
- 遠藤正明
- きただにひろし

セットリスト
1. 未来へ進め!シージェッター海斗 / 出演者全員
2. シージェッター海斗 / 遠藤正明
3. 爆上戦隊ブンブンジャー / 遠藤正明
4. 俺が俺である為に / 遠藤正明・きただにひろし
5. ウィーゴー! / きただにひろし
6. あーーっす! / きただにひろし
7. ウィーキャン! / 影山ヒロノブ×きただにひろし
8. HEATS / 影山ヒロノブ
9. 僕達は天使だった / 影山ヒロノブ

  - アコースティックコーナー
10. GOING / 出演者全員
11. 牙狼 ～SAVIOR IN THE DARK～ RED REQUIEM ver. / 出演者全員
12. 約束の地 / 出演者全員
13. レッツ・ファイナルフュージョン! / 影山ヒロノブ・遠藤正明
14. キン肉マン英雄（ヒーロー） / 遠藤正明
15. シージェッター海斗 / 遠藤正明
16. ウィーアー! / きただにひろし
17. CHA-LA HEAD-CHA-LA / 影山ヒロノブ
  - -アンコール-
18. 不滅のヒーローSEA JETTER KAITO / 出演者全員
19. EASTERN GALE -Theme Song of MAF- / 出演者全員
20. たたかえ!!シージェッター海斗 / 出演者全員